# Methone columbana
Methone columbana är en fjärilsart som beskrevs av Hans Ferdinand Emil Julius Stichel 1924. Methone columbana ingår i släktet Methone och familjen Riodinidae. Inga underarter finns listade i Catalogue of Life.